# Llança tèrmica

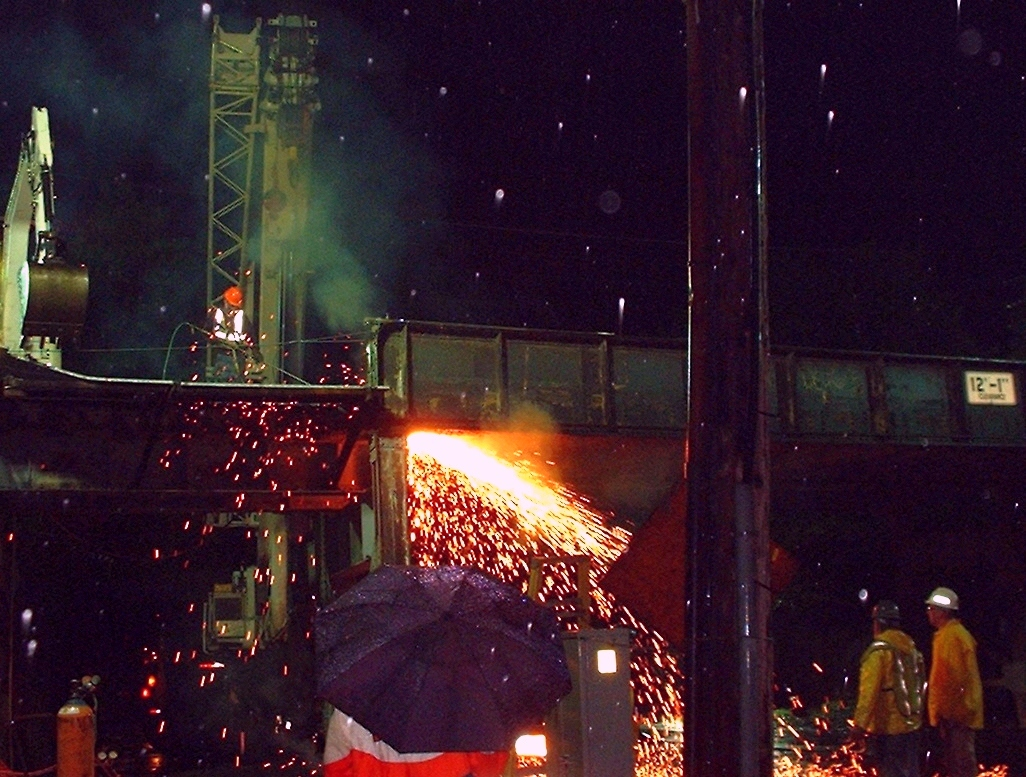
Llança tèrmica en ús, tallant un pont ferroviari, per a desballestament.

La llança tèrmica, també coneguda com a llança d'oxigen, llança de fusió, o barra cremant, és una eina usada en demolicions, serralleria, entre altres aplicacions, que té la capacitat de fondre l'acer o el formigó armat, penetrant en pràcticament qualsevol material gràcies a l'alta temperatura aconseguida. Pot treballar submergida en aigua dolça o salada.

## Història
La tècnica de la llança tèrmica com perforadora així com el seu ús per a desbastar, van ser inventats a França cap als anys 1930 i molt llargament emprats durant la segona Guerra mundial a França per desmantellar casamates, i altres infraestructures metàl·liques.
Consisteix en un tub de ferro de longitud convenient (com més llarg millor) farcit d'un feix de varetes de ferro enriquit amb magnesi. El seu ús s'inicia escalfant-la mitjançant l'ús d'un bufador a l'extrem lliure de la llança i seguidament s'obre el pas d'oxigen (de 4 a 7 kg/cm²) perquè circuli per l'interior de la llança. Amb això s'aconsegueix que s'iniciï la ignició en la punta de la llança, que queda disposada per realitzar la perforació. En aquest moment la temperatura en la punta oscil·la entre 3.500 °C i 4.300 °C. El consum del material de la llança és variable, una mitjana de 5 dm/min.

## Avantatges i inconvenients

### AvantatgesArxivat2008-08-16 aWayback Machine.
- Desarmament i tall de materials múltiples amb un mateix material (per exemple: formigó, inox, aliatges, alumini).
- Relativament silenciós, excepte el xiular del gas sota pressió.
- Sense efectes mecànics ni vibracions.
- Rapidesa de posada en servei i d'execució.
- Poc material d'enderroc (ampolles de gas i llances).

### Inconvenients
- Utilització d'oxigen i els seus problemes lligats.
- Difícil protecció de l'operari.
- Fum.
- Personal altament entrenat i coneixedor de la tasca tècnica.
- Forta energia irradiada.